# Pattaya Women's Open 2000
Il Pattaya Women's Open 2000 è stato un torneo di tennis giocato sul cemento. È stata la 10ª edizione del Pattaya Women's Open, che fa parte della categoria Tier IV nell'ambito del WTA Tour 2000. Si è giocato a Pattaya in Thailandia, dal 13 al 19 novembre 2000.

## Campioni

### Singolare
Anne Kremer ha battuto in finale  Tat'jana Panova con il punteggio di 6–1, 6–4

### Doppio
Yayuk Basuki /  Caroline Vis hanno battuto in finale  Tina Križan /  Katarina Srebotnik con il punteggio di 6–3, 6–3